# Camelotia borealis
Camelotia borealis era un grosso dinosauro quadrupede vissuto nel Triassico superiore nel Galles.
Questo erbivoro appartiene al gruppo dei prosauropodi, ovvero quei dinosauri antenati dei famosi sauropodi dalle dimensioni gigantesche.
Camelotia, con tutta probabilità, aveva collo e coda allungati, e arti molto robusti, ma i resti fossili sono finora scarsi e non permettono ua classificazione molto dettagliata. In passato Camelotia era stato avvicinato al genere Melanorosaurus, ma non è detto che fosse poi così simile a questo animale.